# Karel Štěch
Karel Štěch (31. října 1908 České Budějovice – 29. července 1982 tamtéž) byl český malíř, ilustrátor a grafik, známý díky svým dřevorytům.

## Život
Karel Štěch se narodil v Českých Budějovicích v rodině kočího Jakuba Štěcha a jeho ženy Anny rodem Komzákové ze Sudoměřic. Po ukončení měšťanské školy se vyučil truhlářem a navštěvoval soukromou malířskou školu v Českých Budějovicích.Později studoval na Umělecko-průmyslové škole u Zdeňka Kratochvíla a na Akademii výtvarných umění v Praze u T. F. Šimona. Věnoval se krajinomalbě a tvořil díla se silným sociálním vyzněním. Byl členem uskupení SČUG Hollar (1938), Sdružení jihočeských výtvarníků (1938), Svaz československých výtvarných umělců (1950), Svaz českých výtvarných umělců (1972).
V roce 1941 obdržel na návrh České akademie věd a umění Cenu Svatoboru.
V letech 1944 až 1945 byl vězněn v koncentračním táboře Terezín.
Za své dílo byl oceněn několikrát, mj. Řádem práce (1964) a čestným titulem národní umělec (1975).
Je pohřben na hřbitově v Mladém. 
Po Karlu Štěchovi je pojmenovaná ulice na sídlišti Máj v Českých Budějovicích.

## Dílo (výběr)
- Periférie (1937)
- Hlad (1938)
- Válka hrozí (1938)
- Vystěhovalci /1939)
- Husitský cyklus (1956)
- České Přísloví (1959)
- Jihočeské hrady a zámky (1972)[4]

## Vyznamenání
- Řád práce